# 杉本晃佑
杉本 晃佑（すぎもと こうすけ、1983年 - ）は、日本の映像作家、アニメーター。滋賀県生まれ。主に、ミュージック・ビデオや、NHKの音楽番組「みんなのうた」などのアニメーションを制作している。かつては、椙本 晃佑（読み：同じ）名義で活動していた。

## 来歴
滋賀県出まれ。2006年、同志社大学文学部社会学科新聞学専攻を卒業。
大学在学中に独学で映像・アニメーション制作を始め、卒業後に上京、フリーランスの映像作家として活動を始める。「椙本晃佑」名義にてフリーランスで活動。
アニメーション・実写・3DCG・モーショングラフィックスなどを用いた映像と音楽とを緻密に融合させた映像構成、歌詞や広告商品などを独自に掘り下げたストーリー構築を得意とし、MV、CM などで活動。また「the TV show」「これくらいで歌う」などの個人作品は国内外の多数の映画祭・コンペティションなどで多数受賞・上映され、Youtube上での再生回数は累計300 万以上となる。
2013年からチェコ・プラハを拠点にヨーロッパでの活動も開始。映像監督を務めた3D映像コンサート「Vivaldianno 2015」はイギリス・ドイツ・チェコなど15ヶ国以上で上演、クラシックコンサートとしては異例の20万人以上の動員となる。
2018年、東京に株式会社Studio12を設立。活動名の表記を「杉本晃佑」と改める。
2022年、アニメ『NARUTO -ナルト-』20周年を記念して人気アニメーション作家5人とコラボレーション企画に選出。
2018年から2025年まで『映像作家100人』に選出される。

## 受賞
「the TV show」
- 第21回CGアニメコンテスト 佳作
- ＣＧアニカップ日本代表に選出
- デジタルクリエイターズコンペティション2009 ソフトバンク賞
- 第11回TBS DigiCon6 奨励賞[4]
- YouTube Video Awards Japan 209にノミネート
- 2009アジアデジタルアート大賞展　動画部門 入賞
- TAF2010 第9回東京アニメアワード 公募部門 優秀賞

「これくらいで歌う」
- 第23回CGアニメコンテスト グランプリ
- ASIAGRAPH 2011　第二部門 優秀作品
- 第13回TBS DigiCon6 Golden Digicon6 Award[5]
- 第13回TBS DigiCon6 JAPAN 優秀賞
- 第13回TBS DigiCon6 サンライズ賞
- 第15回文化庁メディア芸術祭 短編アニメーション部門 審査員推薦作品[6]
- YouTube Video Awards Japan 2011 ノミネート
- eAT KANAZAWA Digital Creative Aword2012 実行委員長賞
- TAF2012 第11回東京アニメアワード 公募部門 優秀賞
- 第10回インディーズアニメフェスタ 大賞[7]

## アニメーション作品

### ミュージック・ビデオ
- End of the World (SEKAI NO OWARI) x EPIK HIGH「Sleeping Beauty」
- GReeeeN「アイノカタチ」
- LiSA「ノンノン」
- Aimer「We Two」
- The Charm Park「Sunflower」
- 中田裕二「Deeper」
- 喜多村英梨「妄想帝国蓄音機」
- ハンサムケンヤ「これくらいで歌う」「蟲の溜息」「決心速度」「アラハラ」「この街の歩き方」「集積ライフ」「テヌート」「劣等感ビート」「とおりゃんせ」「トワイライダー」「ランダム」「アパシー」「REDBULL」「黒う白」
- きのホ。「そして今日」「TEA」「リビングデッド」「渋滞」「魂リリース」「ブリリアント帰り道」「開幕自分宣言」「リアル」
- 印象派「（not）NUCLEAR LOVE（or affection）」「SWAP」「BEAM!」「常温じゃない関係」「檸檬」「WANNA」

### NHK「みんなのうた」
※ ◆は、5分間1曲枠の楽曲（ロングのうた）。
- 竹内力とバンバンバザール「回れトロイカ」（2013年10月・11月放送）[8]
- 和央ようか「しんかいぎょのまち」（2018年12月・2019年1月放送）[9]
- 和楽器バンド「月下美人」（2020年10月・11月放送）◆[10]
- Official髭男dism「Chessboard」（2023年8月・9月放送）◆[11]

### 自主制作アニメ
- 「the TV show」（2009年公開）
- 「Full Moon Party」（2006年公開）

### その他
- アニメ「今夜野宿になりまして」オープニングアニメーション
- デザイン雑誌「IdN」100号記念映像
- VIVA SHERRY「Xmas Song」
- 日本ジャズレーベル「Days of Delight」映像

## 出演

### テレビ
- 『imagine-nation』（NHK国際）
- 『ZIP!』（日本テレビ） - 「キニナル」コーナー
- 『SELECT』(MUSIC ON! TV)

### 雑誌
- 『みんなのうた』（NHK出版） - インタビュー掲載
- 『Quick Japan』（太田出版） - インタビュー掲載
- 『映像作家100人』（ビー・エヌ・エヌ新社）
- 『ORIGINAL CONFIDENCE』（オリコン・エンタテインメント）
- 『週刊アスキー』（アスキーメディアワークス）
- 同志社大学広報誌『One Purpose』

### その他
- 東京アニメアワード 公募部門 - 審査員[12]
- 同志社大学 - 講義[13]